# Sobków
Sobków é uma cidade no sudeste da Polônia. Pertence à voivodia de Santa Cruz, no condado de Jędrzejów. É a sede da comuna urbano-rural de Sobków.
Estende-se por uma área de 7,1 km², com 1 010 habitantes, segundo o censo de 31 de dezembro de 2024, com uma densidade populacional de 142 hab./km².
Recebeu o foral de cidade em 1563. Foi privada de seus direitos municipais em 13 de janeiro de 1870 e incorporada à comuna de Sobków, no condado de Jędrzejów. Entre 1867 e 1954, foi a sede da comuna rural de Sobków, de 1954 a 1972 da gromada de Sobków, e, desde 1973, da comuna reativada de Sobków. Entre 1975 e 1998, pertenceu administrativamente à voivodia de Kielce. Em 1 de janeiro de 2025, Sobków recuperou os direitos de cidade; em seguida, a colônia Sobków-Nida tornou-se parte da cidade.

## Divisão administrativa
| Nome        | Tipo            |
| ----------- | --------------- |
| Sobków-Nida | parte da cidade |

## Localização
A cidade está localizada na margem esquerda do rio Nida. Fica parcialmente na área do Vale do Nida e parcialmente nas Colinas Sobkowsko-Korytnickie. Há depósitos de calcário jurássico, extraídos em uma pedreira localizada na parte norte da cidade.
Sobków está localizada a cerca de 12 km a nordeste de Jędrzejów. A 3 km a noroeste da cidade, em Sokołów Dolny, há uma estação ferroviária na linha ferroviária n.º 8 Varsóvia Oeste — Cracóvia Główny.
A poucos quilômetros do assentamento, inclusive nos limites municipais, passa a via expressa S7, inaugurada no final de 2018. O entroncamento rodoviário mais próximo é o de Brzegi.

## História

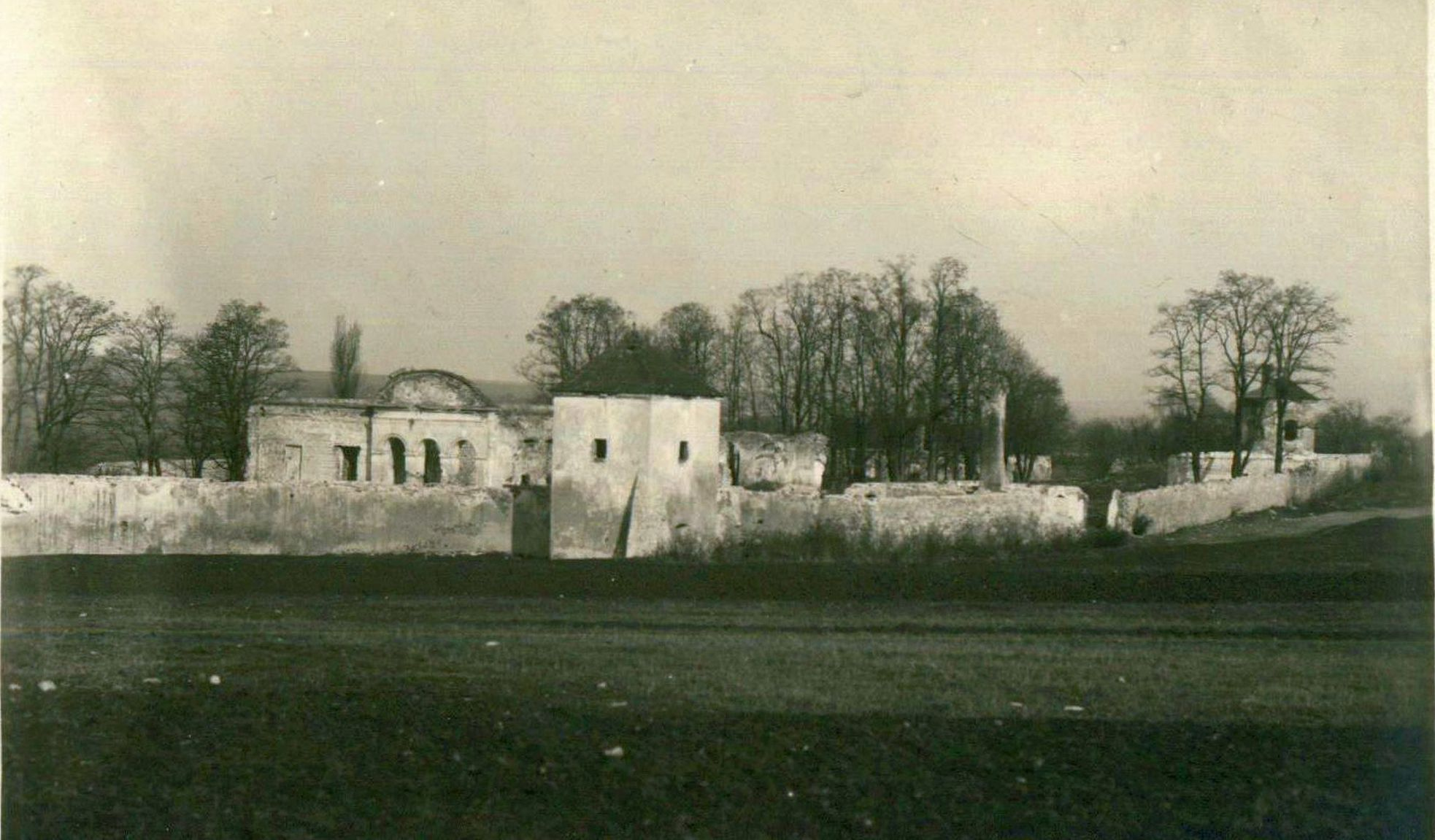
Fortificação de Sobków, foto de 1915

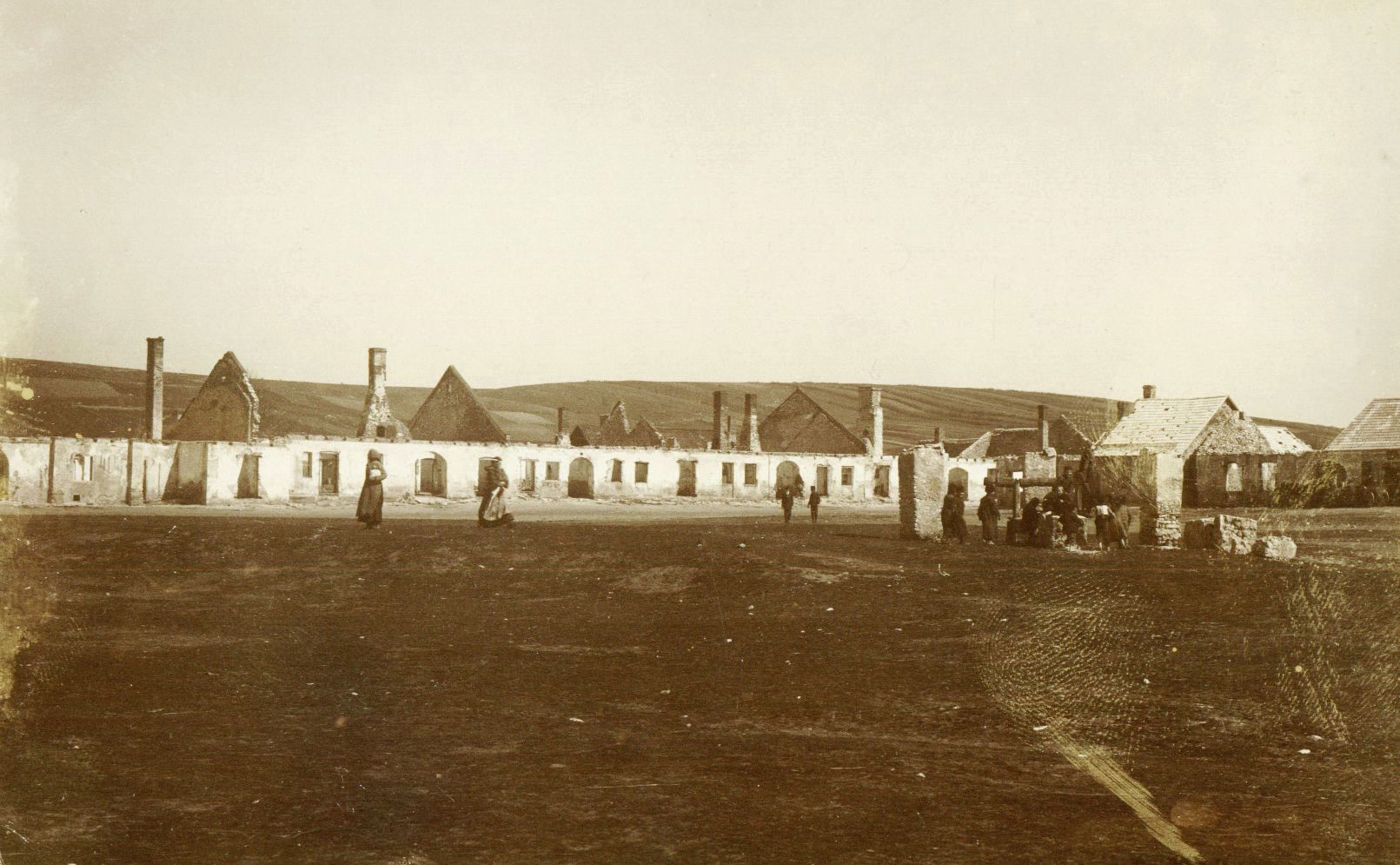
Casas queimadas na praça principal durante a Primeira Guerra Mundial, foto de 1915

O fundador da cidade foi Stanisław Sobek, starosta de Małogoszcz e Grande Tesoureiro da Coroa. O nome da cidade deriva de seu sobrenome. Sobków foi fundada nos terrenos da vila de Nida, uma parte da qual pertencia à família Sobek e a outra aos bispos de Cracóvia. O privilégio de fundação foi emitido em 1563 pelo rei Sigismundo II Augusto. O privilégio isentava a cidade de taxas alfandegárias internas, criava um mercado e duas feiras por ano. Também concedeu aos residentes 15 anos de liberdade. O fundador de Sobków também construiu um castelo nas terras de Nida Rytorska. Sobków, juntamente com o castelo, tornou-se propriedade da família Drohojowski e, mais tarde, foi sucessivamente propriedade das famílias: Wielopolski, Sarbiewski, Myszkowski e, a partir de 1725, da família Szaniawski. Esta última converteu o castelo em um palácio.
O desenvolvimento da cidade foi prejudicado pela vizinhança das rivais Chęciny e Jędrzejów. Em 1667, havia apenas 32 casas e 270 habitantes (incluindo a casa senhorial). Em 1827, havia 115 casas e 1003 habitantes. Em 1869, Sobków perdeu seus direitos municipais. Durante a Primeira Guerra Mundial, em 1915, o assentamento foi totalmente queimado.
Durante a ocupação nazista, os alemães estabeleceram um gueto para os residentes judeus na primavera de 1940. Ele abrigava cerca de 800 judeus. Em setembro de 1942, eles foram deportados para o gueto de Jędrzejów e, de lá, para o campo de extermínio de Treblinka II, onde foram assassinados.
Em 1960, Sobków era habitada por cerca de 600 pessoas.
Restos de um assentamento da cultura lusaciana de 3 500 anos atrás e da cultura de Przeworsk foram encontrados perto de Sobków. Entre os achados estão quatro furadores, um pingente, um machado e um dedal de 2 000 anos, provavelmente o mais antigo da Polônia e um dos mais antigos da Europa.

## Monumentos históricos

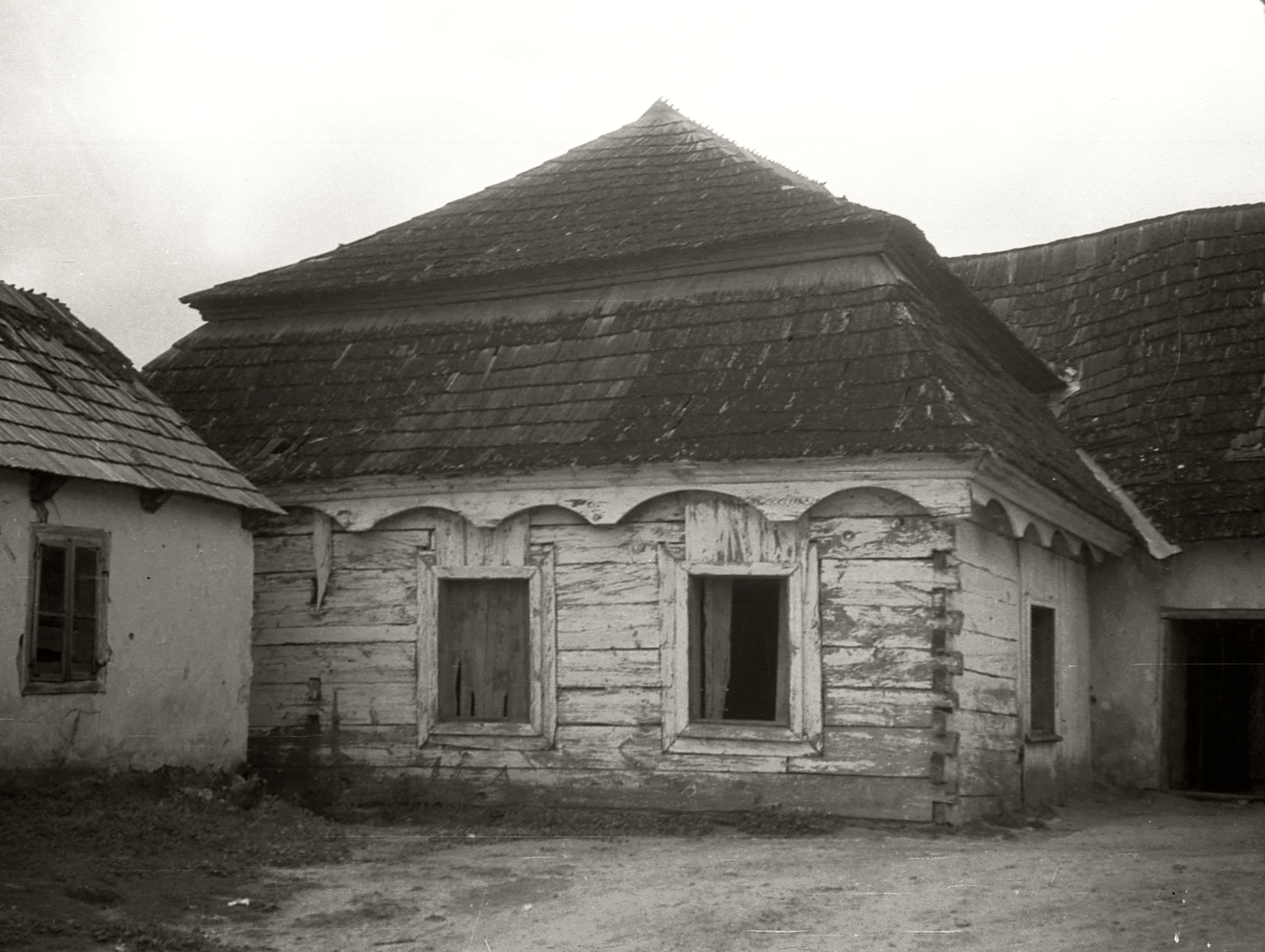
Sinagoga durante a Segunda Guerra Mundial

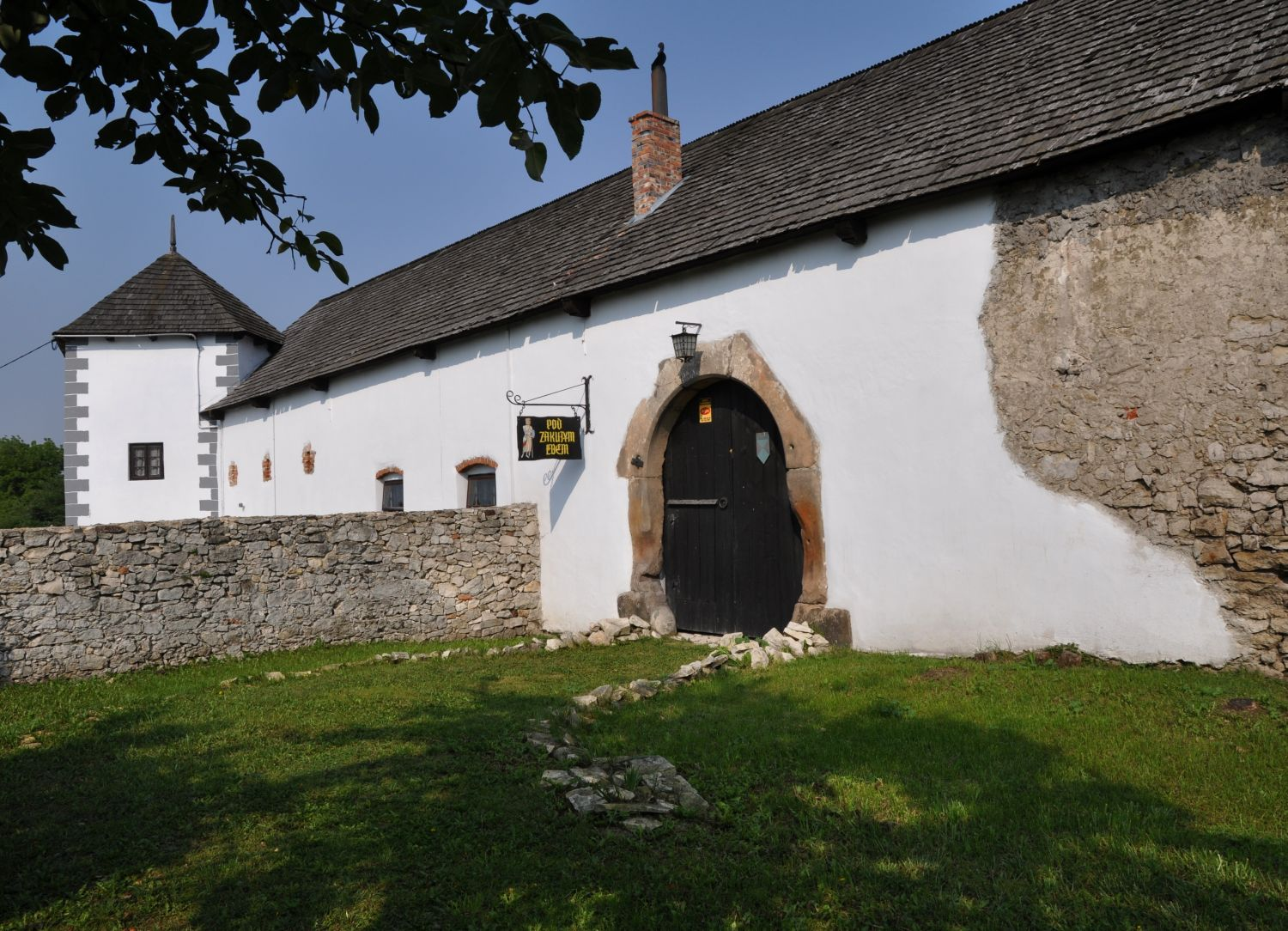
Fortaleza de Stanisław Sobek

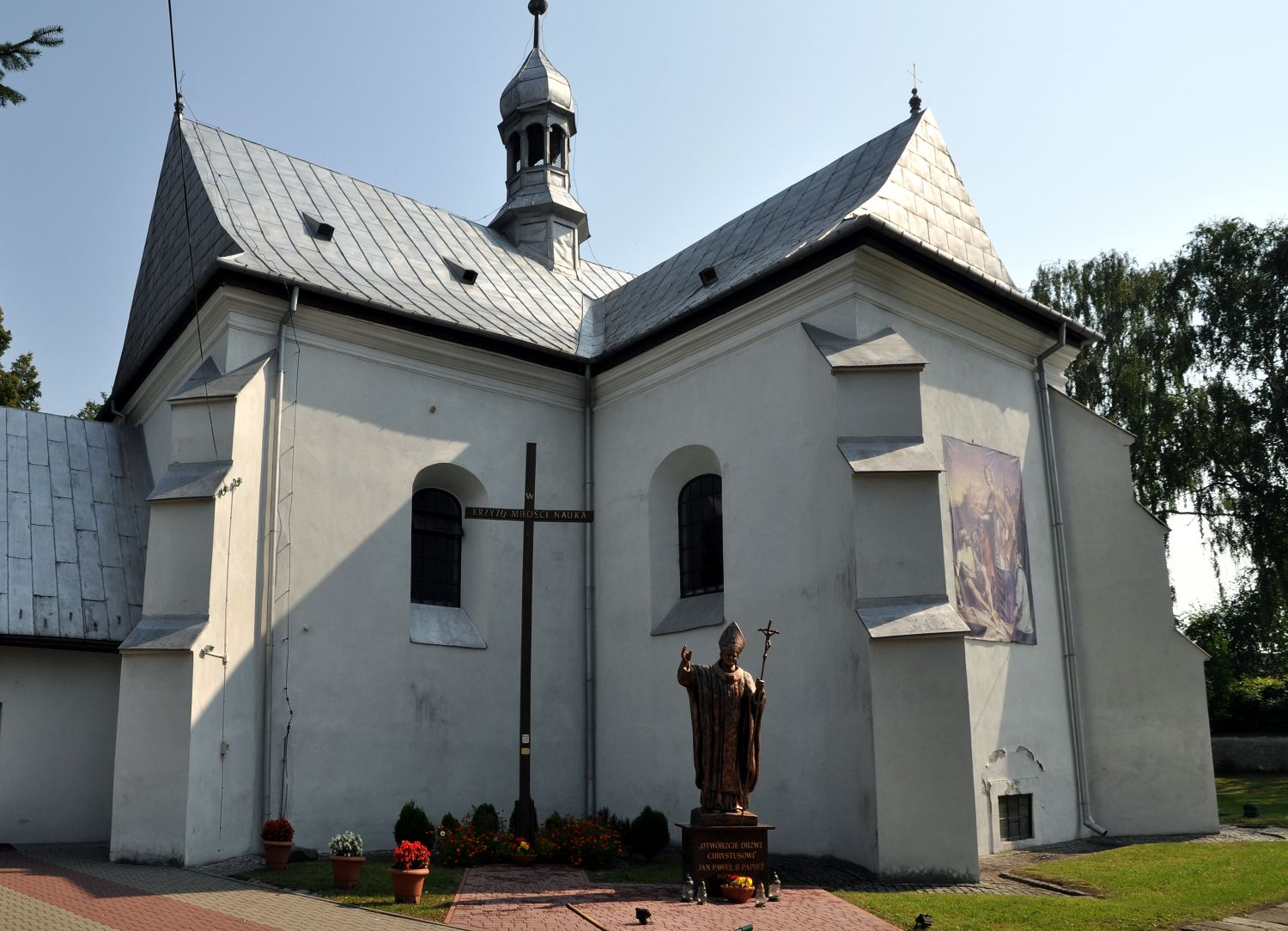
Igreja de Santo Estanislau

- Fortificação de Sobków, erguida na margem esquerda do rio em 1560–1570 por Stanislaw Sobek. As paredes do perímetro têm formato retangular irregular, com torres nos cantos. Nas muralhas há um pátio espaçoso, no meio do qual se localizava o castelo original de Sobkowski. Os prédios anexos às muralhas (que agora abrigam um restaurante, quartos de hóspedes, salões de banquetes e exposições de carruagens e objetos históricos). O mais bem preservado é a ala sudeste, onde está localizado o portão de entrada. O castelo original foi substituído pelo Palácio Szaniawski, de estilo clássico antigo. Ele foi construído em 1767 com um projeto de Francesco Placidi. Atualmente, está em um estado de abandono. A fachada principal voltada para o rio, com quatro colunas jônicas, sobreviveu. A fachada do lado sudeste data de cerca de 1800, com um corpo avançado coroado por um tímpano semicircular. Ele é preenchido com um cartucho de estuque com cornucópias e guirlandas. Também apresenta as cartas do senhorio da coroa Stanisław Szaniawski e sua esposa Anna née Kluszewska.

Todo o complexo da fortaleza foi inscrito no registro de monumentos imóveis. Atualmente, o castelo tem um proprietário particular e atividades comerciais (entretenimento e bufê) são realizadas nos edifícios, sob o nome de Castelo dos Cavaleiros em Sobków.
- Igreja paroquial de Santo Estanislau, construída no início da década de 1660 por Stanisław Sobek de Sułów como uma igreja calvinista.[15][16] Entre 1561 e 1566, Jan Pokrzywnica serviu como pregador aqui. Por volta de. 1570, o filho do fundador entregou o templo à Igreja Católica. O edifício foi construído em uma planta baixa cruciforme. Duas capelas laterais simétricas são adjacentes à nave. O presbitério é retangular, com a mesma largura da nave. A capela sul é coberta por uma abóbada de colunas cruzadas. No parapeito do matroneu há uma cartela barroca tardia com os brasões de Topór e Junosza. Altar principal barroco do século XVII, altares laterais do século XVIII. O altar na capela norte data de 1582. A igreja contém várias pinturas e epitáfios barrocos dos séculos XVIII e XIX. Entre eles está o epitáfio de Jozefat Szaniawski, de 1740, feito de mármore preto. Ele tem a forma de uma cartela barroca com o brasão de Junosza. A igreja sofreu danos durante a Segunda Guerra Mundial. Foi reformada em 1945–1946.

A igreja e a torre sineira de 1843 foram inscritas no registro de monumentos imóveis.
- Restos de um cemitério, localizado ao sul do cemitério paroquial. O cemitério foi fundado na segunda metade do século XVIII. Os últimos enterros ocorreram aqui na década de 1940. Está listado no registro de monumentos imóveis.[13]
- Młynosko, uma lagoa que existe continuamente há várias centenas de anos, em torno da qual foram descobertos vestígios de um antigo assentamento. Um moinho já foi localizado em sua parte oeste.

## Demografia
Conforme os dados do Escritório Central de Estatística da Polônia (GUS) de 31 de dezembro de 2024, Sobków é uma cidade muito pequena com uma população de 1 010 habitantes (45.º lugar na voivodia de Santa Cruz e 986.º lugar na Polônia), tem uma área de 7,1 km² (38.º lugar na voivodia de Santa Cruz e 760.º lugar na Polônia) e uma densidade populacional de 142 hab./km² (39.º lugar na voivodia de Santa Cruz e 928.º lugar na Polônia). Entre 2019–2021, o número de habitantes aumentou 11,6%.
Os habitantes de Sobków constituem cerca de 1,25% da população do condado de Jędrzejów, constituindo 0,09% da população da voivodia de Santa Cruz.
| Descrição                         | Total      | Total   | Mulheres   | Mulheres | Homens     | Homens  |
| --------------------------------- | ---------- | ------- | ---------- | -------- | ---------- | ------- |
| unidade                           | habitantes | %       | habitantes | %        | habitantes | %       |
| população                         | 1 010      | 100     | 519        | 51,4     | 491        | 48,6    |
| área                              | 7,1 km²    | 7,1 km² | 7,1 km²    | 7,1 km²  | 7,1 km²    | 7,1 km² |
| densidade populacional (hab./km²) | 142        | 142     | 73,0       | 73,0     | 69,0       | 69,0    |